# Hrabstwo Bullitt
Bullitt – hrabstwo w stanie Kentucky w USA. Siedzibą hrabstwa jest Shepherdsville.
Hrabstwo Bullitt zostało ustanowione w 1796 roku.

## Miasta
- Brooks (CDP)
- Fox Chase
- Hebron Estates
- Hillview
- Hunters Hollow
- Lebanon Junction
- Mount Washington
- Pioneer Village
- Shepherdsville